# Фонтана Медичи
Фонтана Медичи (фр. la fontaine Médicis) је монументална фонтана у Луксембуршком парку у 6. арондисману Париза. Саградила га је око 1630. године Марија Медичи, удовица француског краља Анрија IV и регент француског краља Луја XIII. Пресељена је на садашњу локацију и опсежно обновљена 1864-1866.

## Италијански утицај у Паризу у 17. веку
Период између регентства Катарине Медичи у Француској (1559–1589) и Марије Медичи (1610–1642) доживео је велики процват италијанског маниристичког стила у Француској. Заједница уметника из Фиренце, укључујући вајара Франческа Бордонија, који је помогао у дизајну статуе француског краља Анрија IV подигнуту на Понт Неуфу, и техничара за фонтане Томаса Франчинија, који је радио на фонтанама у новим баштама вила Медичи у Фиренци и Риму, нашли су краљевске покровитеље у Француској. Убрзо су се у првим вртовима француске ренесансе у Фонтенблоу и другим краљевским резиденцијама појавиле карактеристике италијанског ренесансног врта, као што су сложене фонтане и пећина грото, симулирана пећина украшена скулптурама.

## Конструкција
Марија Медичи, као удовица Анрија IV и мајка и регента француског краља Луја XIII, између 1623. и 1630. године, на левој обали Париза, започела је изградњу сопствене палате, коју је назвала Палата Медичија. Нова палата је направљена по узору на Палацо Пити у њеној родној Фиренци, а баште око палате направљене су по узору на вртове Боболи у Фиренци. Палата је дело архитекте Саломона де Броса, али фонтана и пећина су највероватније дело Томаса Франчинија, генералног интенданта за воде и фонтане краља. Франчини, који је емигрирао у Француску на позив Анрија IV 1598, натурализован 1600. године, саградио је пећине и фонтане у италијанском стилу за маркиза де Гондија и за краљевски дворац Анрија IV у Сен Жермен ан Леу.
Прва потешкоћа у изградњи био је недостатак воде на левој обали Париза. За разлику од Десне обале, где је подземна вода била близу површине, а постојало је много бунара и два аквадукта који су опслуживали град, ниво воде на левој обали је био дубоко под земљом и сва вода је морала да се носи из Сене. Као резултат тога, град се проширио далеко од десне обале Сене, али скоро да није растао на левој обали. Овај проблем је коначно решен изградњом аквадукта Аркел, између 1613. и 1623. године 

## Модификације из 19. века
Након смрти Марије Медичи, палата и фонтана су прошли кроз руке низа власника. Средином 18. века, када су фонтане Версаја и Француски парк биле у моди, фонтана Медичи је пропала. Две оригиналне статуе на врху фонтане, вајара Пјера Бијара, две нимфе које сипају воду из врчева, нестале су, а зид Оранжерије, уз који је постављена фонтана, се рушио.
Године 1811, по упутству Наполеона Бонапарте, пећину је обновио неокласични архитекта Жан Шалгрин, архитекта Тријумфалне капије, који је заменио једноставну фонтану у ниши пећине са два тока воде и додао статуу од белог мермера која представља Венеру у њеној кади.
Године 1864, током Другог француског царства, барон Осман је планирао да изгради улицу Медичи кроз простор који је заузимала фонтана. Бочне аркаде фонтане и старе оранжерије у рушевинама иза ње већ су срушене 1855. године. Од 1858. до 1864. године, нови архитекта, Алфонс де Жизор, померио је фонтану за тридесет метара да би направио места за улицу и радикално променио њену поставку и изглед.
Пошто фонтана више није стајала уза зид, Фонтана Леда, измештена из другог насеља, постављена је директно иза ње. Заменио је две оригиналне статуе нимфи на врху статуе са две нове статуе, које представљају реке Рону и Сену. Обновио је грб породице Медичи над фонтаном, који је био оштећен током Револуције. У нише је убацио две статуе, једну која представља фауна, а другу жену ловца, изнад којих су две маске, једна која представља комедију, а друга трагедију. Уклонио је једноставан умиваоник и излив за воду који су се налазили у ниши и заменио их дугачким базеном у сенци дрвећа. Коначно, уклонио је кип Венере и заменио је групом статуа Огиста Отина, која је представљала дива Полифема, у бронзи, који открива љубавнике Акида и Галатеју, у белом мермеру. Фонтана је комплетно очишћена током лета 2021. године.

## Скривена фонтана - Фонтана Леда
Фонтана коју је Гизор поставио иза фонтане Медичи имала је своју историју. Фонтана Леда је изграђена 1806-1809, током Првог царства. То је било дело архитекте Франсоа-Жана Брала и вајара Ахила Валоа. Барељеф фонтане приказује причу о Леди и лабуду; Леда држи лабуда на коленима, а лик Амора гађа је стрелом из угла скулптуре. Вода је текла из лабудовог кљуна у полулоптасти базен у подножју фонтане.
Године 1856, када је барон Осман желео да прошири улицу Рен, шеф службе за шеталишта и плантаже Париза Габријел Давију, који је пројектовао већину градских фонтана, клупа, капија и других урбаних архитектонских украса током Другог царства, и који је и сам био вајар, желео је да сачува фонтану и 1858. наредио да се премести у Луксембуршки врт. Пошто је то била зидна чесма, морала је да се закачи за нешто, па ју је поставио на полеђину фонтане Медичи, где и данас стоји, непримећена од пролазника.